# Cmentarz Turzyński
Cmentarz Turzyński (niem. Torneyer Friedhof) – dawny cmentarz komunalny położony na terenie Szczecina. Zajmował teren o powierzchni ponad 7 ha w kwartale ulic: Adama Mickiewicza (Kreckowerstr.), Stanisława Noakowskiego (Groepler Str.), Jagiellońska (Turner Str.).

## Historia
W październiku 1848 roku na wydzielonym wcześniej terenie dokonano pierwszych pochówków, rozpoczynając funkcjonowanie cmentarza komunalnego, który miał być nekropolią ówczesnej wsi Turzyn (Torney). Cmentarz dość szybko się zapełniał, już pod koniec 1893 roku magistrat postanowił ograniczyć liczbę pochówków. Postanowiono wówczas z czasem zmienić funkcję tego terenu i przeznaczyć go na park miejski, co wówczas było częstym sposobem porządkowania terenów zajmowanych przez zaniedbane kwatery cmentarne. Mimo tych planów w 1895 roku w północnej części nekropolii wybudowano neogotycką kaplicę. Mniej więcej w tym samym czasie zachodnia część została odcięta przez budowaną obwodnicę kolejową. Ostatecznie cmentarz zamknięto dla pochówków dopiero w 1928 roku.
Podczas II Wojny Światowej w cmentarnej kaplicy odprawiano msze święte dla polskich robotników przymusowych. W 1945 roku budynek został uszkodzony i w późniejszych latach został rozebrany. W latach 60. XX wieku teren splantowano i przeznaczono pod park miejski im. Stanisława Noakowskiego. Część zachodnią dawnego Cmentarza Turzyńskiego przekształcono w ogrody działkowe. Pozostałością po dawnej roli tego terenu są drzewa rosnące dawniej wzdłuż cmentarnych alejek: dęby, klony, platany. W zachodniej części parku pozostał fragment muru i bramy.